# 예노베파 보코바
예노베파 보코바(Jenovéfa Boková, 1992년 5월 16일 ~ )는 체코의 배우이다. 영화 《모먼츠》(Chvilky)를 통해 2018 체코 사자상 여우주연상을 수상했다.

## 출연 작품
- 모먼츠 (2018)
- 그린 홀스 러슬러스 (2016)
- 패밀리 필름 (2015)
- 포르노그래퍼 (2015)
- 피쉬 이프 데어 아 노 피쉬 (2014)
- 토들리 토킹 (2014)
- 리틀 시크릿 (2013)
- 리바이벌 (2013)